# Karnei Shomron
Karnei Shomron (en hebreu: קרני שומרון) és un assentament israelià localitzat a l'Àrea de Judea i Samaria. Fundat el 1976, va ser declarat consell local el 1991. Segons l'Oficina Central d'Estadístiques d'Israel, el desembre de 2010 comptava amb una població de 6.200 habitants.